# Günter Hoog
Günter Hoog (* 27. Mai 1932 in Hamburg; † 19. November 2010) war ein deutscher Rechtswissenschaftler.

## Leben
Hoog studiert Politik- und Rechtswissenschaft an der Universität Hamburg. 1957 legte er das erste Staatsexamen ab und 1967 vor dem Hanseatischen Oberlandesgericht Hamburg auch das 2. Staatsexamen ab. Er wurde Assistent an der Forschungsstelle für Völkerrecht und Ausländisches Öffentliches Recht. Er war ab 1964 dort Referent für Internationales Öffentliches Seerecht. 1973 wurde die Forschungsstelle mit dem Institut für Auswärtige Politik zum Institut für Internationale Angelegenheiten der Universität Hamburg zusammengefasst. Von 1964 bis 1971 war Hoog auch geschäftsführender Referent sowohl des Instituts für Auswärtige Politik, als auch der Forschungsstelle für Völkerrecht und Ausländisches Öffentliches Recht. 1985 wurde er Referent für vergleichendes Verfassungsrecht.
Er war als Dozent an der Universität Hamburg tätig.
Hoog war von 1969 bis 1978 Mitglied des Fachbereichsrates Rechtswissenschaft an der Universität Hamburg und von 1988 bis 1994 Mitglied des Personalrates für das Wissenschaftliche Personal der Universität Hamburg.  Hoog war seit 1959 Mitglied des Kirchenvorstandes der evangelisch-lutherischen Kirchengemeinde St. Gertrud in Hamburg-Uhlenhorst und wurde 1995 Schatzmeister der Luthergesellschaft.

## Werk
Hoog veröffentlichte auf den Gebieten des Völker-, Verfassungs-, See- und zum evangelischen Kirchenrecht. Sein Werk zum Deutschen Flaggenrecht gilt als Standardwerk.
Günter Hoog wurde 1982 Redaktionssekretär des Archivs für Völkerrecht und war in dieser Position 29 Jahre tätig. Faktisch aber war er ein Herausgeber dieser Fachzeitschrift.

## Veröffentlichungen
- Günter Hoog, Hamburgs Verfassung, Nomos Verlag, Baden-Baden 2004, ISBN 3-8329-0931-1.
- Günter Hoog, Deutsches Flaggenrecht, Metzner Verlag, Frankfurt am Main 1982, ISBN 3-7875-2137-2.
- Günter Hoog/Heidi Schröder-Schüler, Französische Kernwaffenversuche im Südpazifik, Forschungsstelle für Völkerrecht und Ausländisches Öffentliches Recht, 1973, ISBN 3-7875-2122-4.